# Anthony Blunt
Anthony Frederick Blunt (Bournemouth, Hampshire, 26 de setembro de 1907 — Londres, 26 de março de 1983) denominado Sir Anthony Blunt KCVO de 1956 a novembro de 1979, foi um importante historiador de arte britânico que em 1964, depois de receber imunidade de acusação, confessou ter sido um espião para a União Soviética.

## Carreira
Blunt foi considerado o "quarto homem" do Cambridge Five, um grupo de espiões educados em Cambridge que trabalhavam para a União Soviética desde algum momento na década de 1930 até pelo menos o início da década de 1950. Ele foi o quarto a ser descoberto. O auge de sua atividade de espionagem foi durante a Segunda Guerra Mundial, quando passou informações sobre os planos da Wehrmacht que o governo britânico havia decidido ocultar de seu aliado. Sua confissão, um segredo bem guardado por anos, foi revelado publicamente pela primeira-ministra Margaret Thatcher em novembro de 1979. Ele foi destituído de seu título de cavaleiro imediatamente depois.
Blunt foi professor de história da arte na Universidade de Londres, diretor do Courtauld Institute of Art e Surveyor of the Queen's Pictures. Sua monografia de 1967 sobre o pintor barroco francês Nicolas Poussin ainda é amplamente considerada como um livro divisor de águas na história da arte. Seu texto de ensino e obra de referência Art and Architecture in France 1500–1700, publicado pela primeira vez em 1953, chegou à sua quinta edição em uma versão ligeiramente revisada por Richard Beresford em 1999, quando ainda era considerado o melhor relato do assunto.

## Trabalho
A festschrift, Studies in Renaissance and Baroque Art presented to Anthony Blunt on his 60th Birthday, Phaidon 1967 (introdução de Ellis Waterhouse), contém uma lista completa de seus escritos até 1966.
As principais obras incluem:
- Blunt, Artistic Theory in Italy, 1450–1600, 1940 e muitas edições posteriores
- Anthony Blunt, François Mansart and the Origins of French Classical Architecture, 1941.
- Blunt, Art and Architecture in France, 1500–1700, 1953 e muitas edições subsequentes.
- Blunt, Philibert de l'Orme, A. Zwemmer, 1958.
- Blunt, Nicolas Poussin. A Critical Catalogue, Phaidon 1966
- Blunt, Nicolas Poussin, Phaidon 1967 (nova edição Pallas Athene publishing, Londres, 1995).
- Blunt, Sicilian Baroque, 1968 (ed. it. Milano 1968; Milão 1986).
- Blunt, Picasso's Guernica, Oxford University Press, 1969.
- Blunt, Neapolitan Baroque and Rococo Architecture, Londres 1975 (ed. it. Milão 2006).
- Blunt, Baroque and Rococo Architecture and Decoration, 1978.
- Blunt, Borromini, 1979 (ed. it. Roma-Bari 1983).
- Blunt, L'occhio e la storia. Scritti di critica d'arte (1936–38), a cura di Antonello Negri, Udine 1999.

Artigos importantes após 1966:
- Anthony Blunt, 'French Painting, Sculpture and Architecture since 1500,' in France: A Companion to French Studies, ed. D.G. Charlton (New York, Toronto e Londres: Pitman, 1972), 439–492.
- Anthony Blunt, 'Rubens and architecture,' Burlington Magazine, 1977, 894, pp. 609–621.
- Anthony Blunt, 'Roman Baroque Architecture: the Other Side of the Medal,' Art history, no. 1, 1980, pp. 61–80 (inclui referências bibliográficas).